# 해리 윌슨
해리 윌슨(영어: Harry Wilson, 1997년 3월 25일 ~ )은 웨일스의 축구 선수이다. 포지션은 윙어이며, 현재 풀럼 FC에서 뛰고 있다.